# Okra
Okra (Abelmoschus esculentus) er en art i Katost-familien. Det er en årlig eller flerårig urt med oprindelse i tropisk Afrika.
Tidligere placeret i slægten hibiscus, hvorfor du nogle gange støder på den med dets synonym navn Hibiscus esculentus.
| Botanik | Spire Denne botanikartikel er en spire som bør udbygges. Du er velkommen til at hjælpe Wikipedia ved at udvide den. |